# Róbert Szakcsi Lakatos

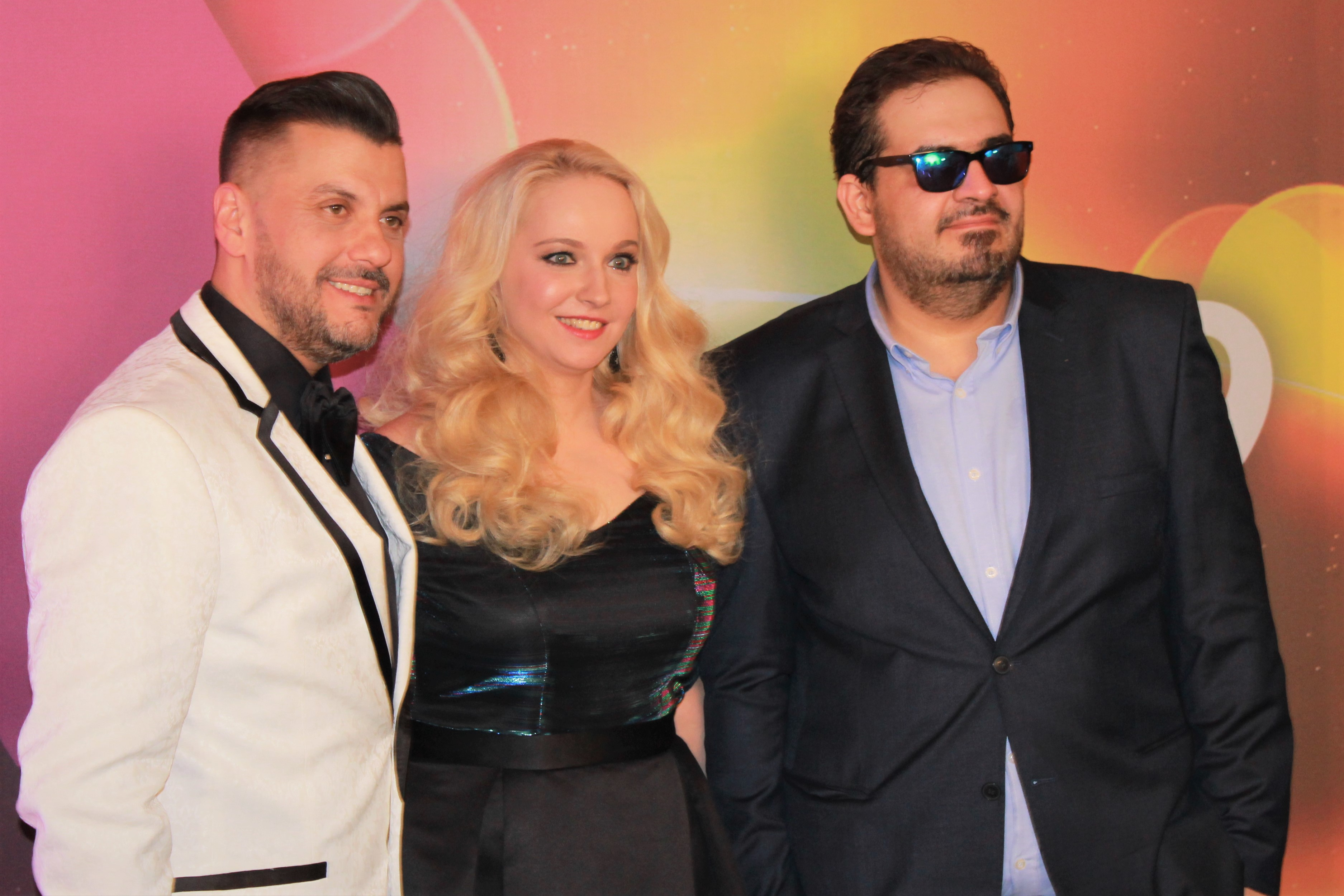
Róbert Szakcsi Lakatos (2018, rechts neben Nikoletta Szőke und Attila Kökény)

Róbert Szakcsi Lakatos (* 5. Februar 1975 in Budapest) ist ein ungarischer Jazzmusiker (Piano, Komposition).

## Leben und Wirken
Lakatos stammt aus einer Romafamilie, in der das Musizieren zur Tradition gehört; er ist Sohn des Pianisten Béla Szakcsi Lakatos (1943–2022). Er studierte zunächst klassisches Klavier am Béla-Bartók-Konservatorium in Budapest; in den späten 1990er Jahren lebte er in Basel, um an der Musikakademie Jazzpiano zu studieren. Mit Dominic Egli nahm er 1998 beim Masterclass Workshop des Generations Festival in Frauenfeld teil, wo sie mit Fabian Gisler und Tobias Preisig in die erste Förderpreisband gewählt wurden.
Mit Gábor Juhász, József Barcza Horváth, András Mohai, Elemér Balázs bzw. András Dés bildete Lakatos das kollaborative Project Of Course, das um die Jahrtausendwende aktiv war und bei BMC Records zwei Alben veröffentlichte. Mit Kornél Fekete-Kovács, József Barcza Horváth und Elemér Balázs spielte er im Reunion of Junior Jazz Quartet. Gemeinsam mit Dominic Egli und Fabian Gisler entstand das Robert Lakatos Trio, das seit 2005 mehrere Alben beim japanischen Label Atelier Sawano vorlegte, zuletzt 2014 Sepia mit Gregory Hutchinson. Weiterhin entstand ein ungarisches Robert Lakatos Trio mit Christian Lakatos am Bass und Elemer Balazs, das das Album Robithology (2012) einspielte. Bei Atelier Sawano veröffentlichte er auch sein Soloalbum Marmosets (2008).
In den letzten Jahren interpretierte Lakatos wieder vermehrt klassische Musik. In seinen eigenen Kompositionen nutzte er Debussy und Ravel als Inspirationsquelle. Aktuell (2022) spielt er im Trio mit dem Schlagzeuger Máté Éles und dem Bassisten Géza Jónás, das mit Gábor Bolla zum Quartett erweitert wird. Weiterhin trat er mit Musikern wie Reggie Johnson, Palle Danielsson, Jojo Mayer, Erik Truffaz (Tales of the Lighthouse), Randy Brecker, Bill Evans, Rick Margitza, Hiram Bullock, Ravi Coltrane, Thomas Stabenow/Klaus Weiss (You and the Night and the Music), dem Franz Liszt Chamber Orchestra und den Budapester Symphonikern auf.
Lakatos ist auch auf dem Album Szakcsi Generation with Jack DeJohnette and John Patitucci: 8 Trios For 4 Pianists (BMC Records) als einer von vier Pianisten zu hören. Weiterhin nahm er Alben mit Transition und mit dem Daniel Franck Quartet auf. Mit Nikoletta Szőke und Attila Kökény nahm er bei A Dal 2018 teil. Seit 2019 trat er auch als Begleiter von Geiger Roby Lakatos auf.

## Preise und Auszeichnungen
Nach zwei Ersten Preisen beim Wettbewerb in Krakau 1995 als Pianist und als Solist errang Lakatos beim Montreux Jazz Festival 2001 den ersten Preis des Soloklavierwettbewerbs. Im Jahr 2005 wurde er als bester Solist des Jazzfestivals von Avignon ausgezeichnet.